# Carlos Forestier
Carlos Forestier Haensgen (Santiago, 1920-ibíd, 28 de agosto de 2005) fue un militar chileno con rango de teniente general del Ejército de Chile. Se desempeñó como ministro de Defensa Nacional de su país, durante la dictadura militar del general Augusto Pinochet entre 1980 y 1981.

## Biografía
Nació en Santiago de Chile en 1920, hijo de Carlos Forestier y Ana Haensgen, descendientes alemanes. Se casó con Eliana Ebensperger Proessel, con quien tuvo dos hijas: María Angélica, María Isabel, Loreto y Verónica. Esta última se casó con el militar Juan Emilio Cheyre, quien fuera comandante en jefe del Ejército de Chile entre 2002 y 2006.
Tras del golpe  de Estado del 11 de septiembre de 1973, fue nombrado como intendente de la provincia de Tarapacá, cargo que ejerció hasta la supresión de esa provincia en 1974. Luego, fue designado como comandante en jefe de la VI División de Ejército con asiento en Iquique y más tarde, fue nombrado jefe de zona en Estado de emergencia en Tarapacá por la Junta Militar de Gobierno. En 1977 fue nombrado como vicecomandante en jefe del Ejército, ostentando el rango hasta 1980.
En 1979 fue destinado a una misión diplomática, siendo nombrado como embajador de Chile en Paraguay. Retornó al país en diciembre de 1980 y fue designado como ministro de Defensa Nacional, puesto que ocupó hasta el 15 de diciembre de 1981. En marzo de 1982 fue propuesto nuevamente en una misión diplomática, esta vez como embajador en Suiza. Sin embargo, luego de que el Ministerio de Relaciones Exteriores de ese país se enterara de que durante el golpe de Estado, por orden de Forestier, en la provincia de Tarapacá soldados que no quisieron tomar parte en el golpe fueron torturados y once de ellos fusilados, el régimen de Pinochet retiró la candidatura a la embajada.
A fines de la década de 1980, después de dejar el Ejército, trabajó como consultor de empresas industriales.
Durante el periodo del retorno a la democracia, en la década de 2000 fue acusado de participar en numerosos casos de violaciones a los derechos humanos, siendo sometido a proceso como autor intelectual del homicidio calificado de siete prisioneros del campamento de prisioneros de Pisagua. También se le procesó por el delito secuestro en la misma instancia. En mayo de 2005, su defensa pidió que fuera sobreseído de la causa debido a problemas de salud. Sin embargo, en julio de ese año, la 5.ª Sala de la Corte de Apelaciones de Santiago confirmó el encausamiento, luego de considerar que existían suficientes antecedentes que presumían la culpabilidad en el secuestro de diez prisioneros.
Falleció en su hogar en Santiago el 28 de agosto de 2005, producto de un cáncer de garganta, a los 84 años. Sus restos fueron velados en la Catedral Castrense de Chile y posteriormente cremados en el cementerio Parque del Recuerdo de la comuna de Huechuraba.